# 레이저디스크
레이저디스크(영어: LaserDisc, 문화어: 레이자디스크)는 홈 비디오 형식이며 최초의 상업용 광 디스크 저장 매체이다. 필립스, 파이오니아, 영화 스튜디오인 MCA가 개발했다. 이 형식은 1978년 미국에서 MCA가 사용하던 브랜드인 디스코비전이라는 이름으로 처음 판매되었다. 파이오니아가 개발 및 홍보에 더 큰 역할을 하면서 이 형식은 레이저비전으로 이름이 바뀌었다. 레이저디스크 브랜드는 원래 파이오니아의 플레이어 라인을 특별히 지칭했지만, 이 용어는 점차 전체 형식을 지칭하는 일반적인 용어로 사용되어 보통명사가 되었다. 디스크는 일반적으로 직경이 300 밀리미터 (11.8 in)이며, 12-인치 (305 mm) 축음기 음반과 유사한 크기이다. 대부분의 후기 광 디스크 형식과 달리 레이저디스크는 완전히 디지털이 아니다. 아날로그 비디오 신호를 저장한다.
많은 타이틀은 CD 품질의 디지털 오디오를 특징으로 했으며, 레이저디스크는 서라운드 사운드를 지원하는 최초의 홈 비디오 형식이었다. 수평 해상도 425~440 라인은 경쟁 소비자 비디오테이프 형식인 VHS 및 베타맥스의 거의 두 배에 달했으며, 나중에 DVD에서 달성된 해상도에 근접했다. 이러한 장점에도 불구하고, 주로 플레이어의 높은 가격과 녹화 기능의 부재로 인해 이 형식은 북미나 유럽에서 널리 채택되지 못했다.
이와 대조적으로 레이저디스크는 일본과 싱가포르, 말레이시아를 포함한 동남아시아의 부유한 지역에서 훨씬 더 인기가 많았고, 1990년대 홍콩에서는 지배적인 대여 비디오 형식이 되었다. 뛰어난 시청각 품질 덕분에 수명 기간 내내 비디오 애호가와 영화 애호가들 사이에서 인기를 누렸다.
레이저디스크를 위해 개발된 기술과 개념은 콤팩트 디스크(CD)와 DVD를 포함한 후속 광 미디어 형식의 토대를 마련했다. 레이저디스크 플레이어 생산은 2009년 7월 파이오니아가 시장에서 철수하면서 종료되었다.

## 역사
광학 녹화의 기원은 1963년 데이비드 폴 그레그와 제임스 러셀이 투명 디스크 기반 시스템을 개발하고 나중에 1970년에 특허를 취득했을 때로 거슬러 올라간다. MCA는 1968년에 이 기술에 대한 권리를 획득했다. 이와 별도로 1969년에는 필립스가 투명 방식보다 장점이 있는 반사 기술을 사용하여 비디오디스크를 개발했다. MCA와 필립스는 1970년대 초에 협력하기 시작했으며 1972년에 비디오디스크 형식을 공개적으로 시연했다. 내부적으로 이 기술은 광학 비디오디스크 시스템, 반사형 광학 비디오디스크, 레이저 광학 비디오디스크, 비디오 롱 플레이 등 여러 이름으로 알려져 있었다.
이 형식은 1978년 12월 11일 애틀랜타에서 테스트 마켓 출시로 MCA 디스코비전으로 상업적으로 도입되었다. 이는 VHS가 출시된 지 2년 후, 레이저 디스크 기술을 기반으로 하는 CD가 도입되기 4년 전이었다. 북미에서 출시된 최초의 레이저디스크 타이틀은 1978년 12월 15일에 출시된 죠스의 MCA 디스코비전 에디션이었다. 필립스는 플레이어를 생산하고 MCA는 디스크를 제조했지만, 이 파트너십은 결국 성공적이지 못했고 몇 년 후에 해체되었다.
1980년 파이오니아는 이 형식의 대주주가 되었고 이를 LaserVision (형식 이름)과 레이저디스크 (브랜드)로 모두 판매하기 시작했다. 일부 출시작에서는 비공식적으로 Laser Videodisc로 언급되기도 했다. 파이오니아의 레이저디스크 플레이어는 1981년 10월 일본에서 출시되었다.
1984년까지 필립스와 소니는 디지털 데이터를 저장하도록 설계된 LV-ROM 버전을 출시하여 3.28 GB의 용량을 제공했다. 이는 CD-ROM 또는 DVD-ROM과 같은 후기 형식의 기능을 예고하는 것이었다.
레이저디스크는 대량 시장 성공을 거두지는 못했지만, 일부 시장에서 소폭 인기를 얻고 틈새 시장을 개척했다. 일본에서는 1999년까지 가구 보급률이 약 10%에 달했다. 미국에서는 가구의 약 2%(약 2백만 명)가 플레이어를 소유했다. 2021년 현재 레이저디스크는 미국과 일본에서 소규모 수집가 커뮤니티를 유지하고 있다. 유럽에서는 이 형식이 잘 알려지지 않았지만, 제한적으로 기관에서 사용되었다. 특히 BBC는 1980년대 중반 BBC 둠즈데이 프로젝트에 레이저디스크를 사용했으며, 1990년대 초부터 1990년대 후반까지 소니의 CRVdisc 변형을 사용하여 텔레비전 아이덴트를 방송하기도 했다.
레이저디스크는 2000년대 초 DVD 형식으로 대체되었다. 북미에서 출시된 마지막 레이저디스크 타이틀은 2000년 10월 3일 파라마운트의 비상 근무였다. 일본에서는 2001년 9월 21일까지 새로운 타이틀이 계속 출시되었으며, 마지막 영화는 골든 하베스트의 홍콩 액션 영화 동경공략이었다. 알려진 마지막 레이저디스크 발매는 2007년 3월 21일에 발매된 가라오케 타이틀인 온타 스테이션 1018호였다.
파이오니아는 2009년 7월에 레이저디스크 플레이어 생산을 중단했다. 이 회사는 2020년 9월 30일까지 남은 부품 재고가 소진될 때까지 유지보수 서비스를 계속 제공했다. 전 세계적으로 총 1,680만 대의 레이저디스크 플레이어가 판매되었으며, 이 중 950만 대는 파이오니아가 판매했다.

## 디자인

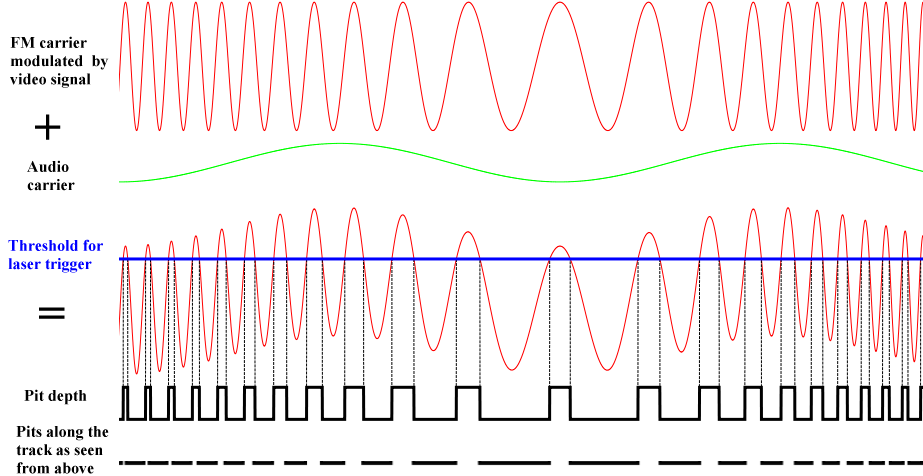
레이저디스크 트랙을 따라 가변 길이의 피트 시퀀스로 비디오 및 오디오가 변환되는 방식의 그림

트랙을 보여주는 여러 디스크 저장 형태의 비교 (축척 아님); 녹색은 시작을, 빨간색은 끝을 나타낸다. 일부 CD-R(W) 및 DVD-R(W)/DVD+R(W) 레코더는 ZCLV, CAA 또는 CAV 모드로 작동한다.

홈 비디오용 표준 레이저디스크는 직경이 300 밀리미터 (11.8 in)로, 대략 12-인치 (305 mm) 축음기 음반과 같은 크기였다. 각 디스크는 두 개의 단면 알루미늄 플래터가 플라스틱으로 접합되어 구성되었다. 기본적으로 레이저디스크는 디스크 표면에 에칭된 일련의 작은 피트와 평평한 영역(랜드라고 함)을 사용했다. 이러한 핵심 기술은 나중에 CD와 DVD에 재사용되었다. 결과적으로 세 가지 형식 모두 물리적 디자인이 비슷하게 보인다. 그러나 레이저디스크는 정보를 저장하는 방식에서 크게 달랐다.
레이저디스크는 컴포지트 신호 형식을 사용하여 아날로그 비디오를 저장했으며, 약 425~440 수평 해상도를 제공하여 1-인치 (25 mm) 타입 C 비디오테이프 형식과 유사한 화질을 제공했다. 비디오 신호에 의해 캐리어 주파수 변조가 이루어졌으며, 이 신호는 디스크의 피트와 랜드 패턴으로 물리적으로 표현되었다. 재생 중에는 레이저가 이러한 패턴을 읽어 플레이어 회로가 원래의 아날로그 신호를 재구성할 수 있게 했다.
오디오는 원래 주파수 변조를 사용하여 아날로그 스테레오로 녹음되었다. 이후 디스크는 PCM을 사용하는 디지털 오디오를 도입했으며, 1990년대에는 일부 타이틀이 돌비 디지털 및 DTS와 같은 디지털 서라운드 사운드 형식을 지원했다. 이러한 디지털 트랙은 일반적으로 광학(토스링크) 또는 동축(S/PDIF) 연결을 통해 외부 디지털-아날로그 변환회로로 출력되었다. PCM 디지털 오디오가 포함될 때, 피트의 모양과 간격을 약간 조정하여 아날로그 비디오 신호와 결합되었다. 간격은 비디오를 전달하고, 피트 길이는 오디오를 전달하여 두 가지를 동시에 읽을 수 있게 하고 원래 아날로그 오디오 트랙을 보존했다.
1970년대 후반에는 디지털 압축 기술이 아직 사용 가능하거나 실용적이지 않았기 때문에 디스크의 회전 속도에 따라 세 가지 재생 형식이 개발되었다.

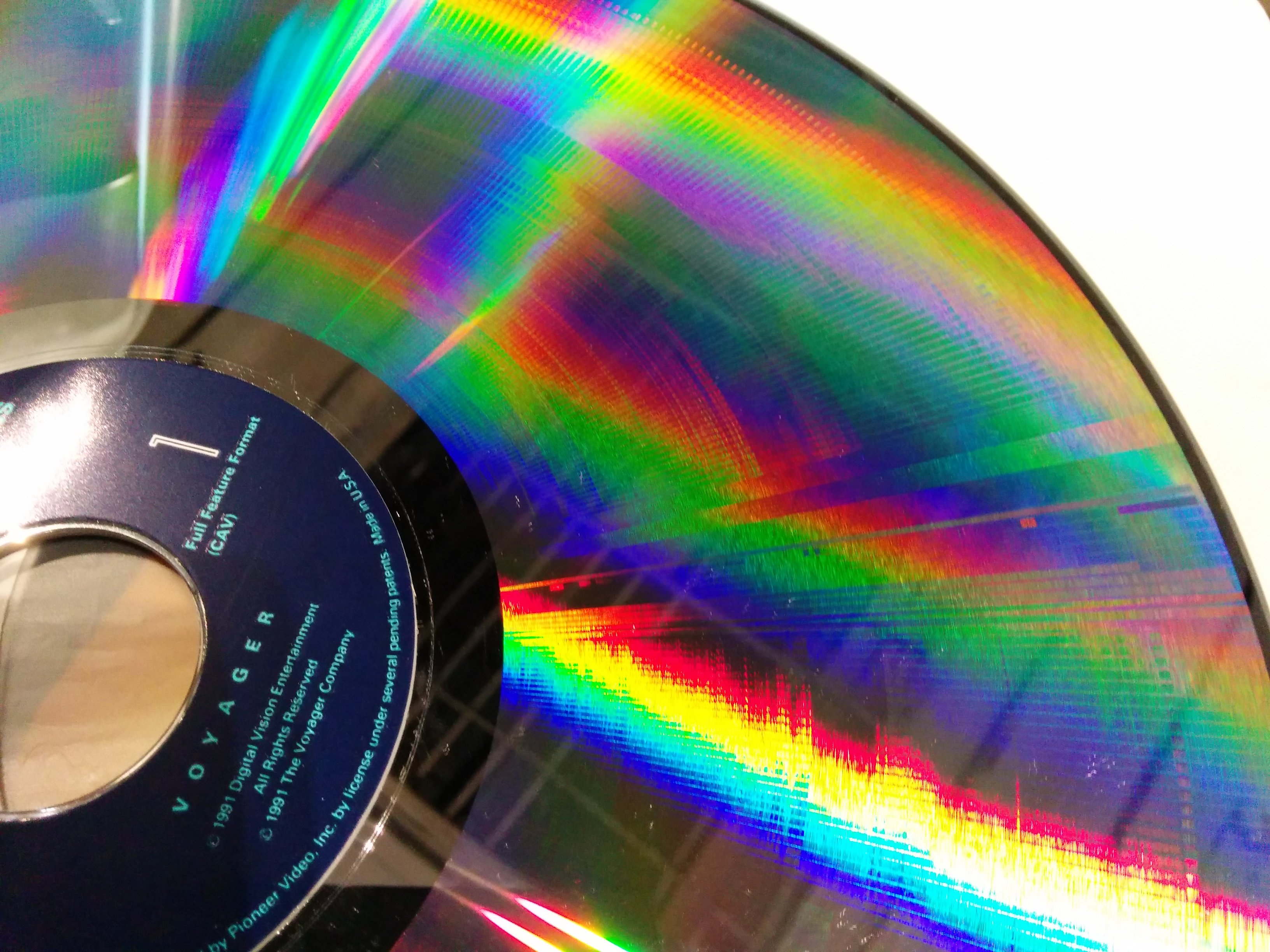
정각속도 레이저디스크는 NTSC 필드 설정과 개별 스캔라인을 보여준다. 각 회전에는 두 개의 이러한 영역이 있다.

CAV등각속도 (CAV), 또는 표준 플레이(Standard Play)는 정지 화면, 가변 슬로우 모션, 역재생을 포함한 여러 고급 재생 기능을 제공했다. CAV 디스크는 NTSC 또는 Hi-Vision의 경우 1,800rpm, PAL의 경우 1,500rpm의 일정한 회전 속도로 재생되었으며, 한 번의 회전당 한 프레임의 비디오가 읽혔다. 이를 통해 한 면에 54,000개의 개별 프레임을 저장할 수 있었으며, 이는 NTSC 및 Hi-Vision의 경우 30분, PAL의 경우 36분의 비디오에 해당한다. CAV의 주요 장점은 인접 트랙 간의 누화 가시성이 감소한다는 것이었다. 이는 모든 간섭이 인접 프레임의 동일한 지점에서 발생하기 때문이었다. 등선속도(CLV) 디스크보다 덜 일반적이었지만, CAV는 보너스 기능과 효과를 선보이기 위해 특별판 출시에 자주 사용되었다. 특히 CAV 디스크의 각 프레임은 번호로 참조될 수 있었는데, 이는 영화 학자와 애호가들이 연속성, 연출 및 제작 세부 사항을 연구하는 데 유용한 기능이었다.
CLV등선속도 (CLV), 또는 확장 플레이(Extended Play)는 고급 레이저디스크 플레이어에 디지털 프레임 스토어가 장착된 경우를 제외하고는 CAV 디스크의 고급 재생 기능을 지원하지 않았으며, 이 경우 정지 화면 및 가변 속도 재생과 같은 기능을 시뮬레이션할 수 있었다. CLV 디스크는 저장 용량을 늘리기 위해 재생 중 회전 속도를 점차 늦추어 NTSC의 경우 1,800~600rpm, Hi-Vision의 경우 2,470~935rpm 범위였다. 이를 통해 NTSC 및 Hi-Vision 형식은 한 면당 최대 60분 (PAL의 경우 64분)의 비디오를, 디스크당 최대 2시간의 비디오를 저장할 수 있었다. 두 시간 미만의 영화의 경우 전체 영화를 단일 디스크에 담을 수 있어 제작 비용이 절감되고 영화 중간에 디스크를 교체할 필요가 없어 이중 면 플레이어를 사용하는 사용자에게 특히 편리했다. 대부분의 레이저디스크 타이틀은 CLV 형식으로 출시되었지만, 일부는 한 면은 CLV, 다른 면은 CAV로 혼합하여 사용했다. 이를 통해 클라이맥스나 보너스 기능과 같은 특정 장면을 CAV로 제공하여 프레임 단위의 정확한 탐색과 특수 효과 강조가 가능했다.
CAA등각가속도 (CAA)는 1980년대 초 CLV 디스크에서 발견된 누화 왜곡 및 트래킹 문제를 해결하기 위해 도입되었다. 디스크를 점진적으로 늦추는 CLV와 달리 CAA는 제어된 단계로 회전 속도를 변경하여 기존 플레이어와의 호환성을 유지하면서 재생 성능을 향상시켰다. 대부분의 디스크 제조업체는 CAA로 전환했지만, 이 용어는 소비자 포장재에 거의 나타나지 않았다. 1985년에 레이저디스크에 디지털 오디오가 추가되면서 CAA와 대역폭 문제가 발생하여 재생 시간이 한 면당 55분으로 단축되었다. 그 결과, 일부 영화는 전체 영화를 한 디스크에 담기 위해 아날로그 오디오만 포함했다. 1987년까지 파이오니아는 CAA 형식을 개선하여 디지털 오디오와 함께 60분 전체 비디오를 지원했다. 파이오니아는 또한 일부 타이틀에 대해 CAA 디스크 재생을 한 면당 65분으로 확장했으며, 70분 형식을 개발했지만 이 더 긴 버전은 상업적으로 사용되지 않았다.

### 오디오
사운드는 아날로그 또는 디지털 형식으로, 다양한 서라운드 사운드 형식으로 저장될 수 있었다. NTSC 디스크는 스테레오 아날로그 오디오 트랙과 스테레오 CD 품질의 비압축 PCM 디지털 오디오 트랙 (EFM, CIRC, 16비트 및 44.1 kHz 샘플 레이트)을 담을 수 있었다. PAL 디스크는 한 쌍의 오디오 트랙을 담을 수 있었는데, 아날로그 또는 디지털이었고 PAL 디스크의 디지털 트랙은 CD와 마찬가지로 16비트, 44.1 kHz였다. 영국에서는 "LaserVision"이라는 용어가 아날로그 사운드가 있는 디스크를 지칭하는 데 사용되었고, "LaserDisc"는 디지털 오디오가 있는 디스크에 사용되었다. 두 형식의 디지털 사운드 신호는 EFM 인코딩된다.
돌비 디지털 (AC-3라고도 함)과 DTS는 이제 DVD 출시작에서 흔히 볼 수 있지만, 레이저디스크에서 처음 사용 가능했다. 일본에서 레이저디스크로 출시된 스타워즈 에피소드 1: 보이지 않는 위험 (1999)은 6.1채널 돌비 디지털 EX 서라운드를 포함한 최초의 홈 비디오 출시작 중 하나였다 (1999년부터 2001년까지의 몇몇 후기 출시작과 함께). 돌비 디지털 오디오를 디지털 형태로 담는 DVD와 달리, 레이저디스크는 돌비 디지털을 일반적으로 아날로그 오디오에 사용되는 트랙 내에서 주파수 변조된 형태로 저장했다. 레이저디스크에서 돌비 디지털을 추출하려면 특수 "AC-3 RF" 출력이 있는 플레이어와 AC-3 코덱 외에 외부 복조기가 필요했다. 복조기는 디스크의 2.88 MHz 변조된 AC-3 정보를 디코더가 처리할 수 있는 384 kbit/s 신호로 변환하는 데 필요했다.
1990년대 중반부터 후반까지 많은 고급 AV 리시버에는 레이저디스크 플레이어의 RF 변조 돌비 디지털 AC-3 신호를 위한 복조기 회로가 특별히 포함되었다. 1990년대 후반에 DVD의 인기가 높아지면서 레이저디스크 플레이어와 디스크 판매가 감소함에 따라 AV 리시버 제조업체는 복조기 회로를 제거했다. DVD 플레이어는 돌비 디지털 트랙을 재생할 수 있었지만, DVD 플레이어에서 나오는 신호는 변조된 형태가 아니었으며 레이저디스크 AC-3용으로 설계된 입력과 호환되지 않았다. AC-3 신호를 표준 돌비 디지털/PCM 입력과 호환되는 표준 돌비 디지털 신호로 변환하는 외부 복조기가 한동안 판매되었다. 온쿄와 마란츠에서 판매하는 다른 유형은 RF AC-3 신호를 6채널 아날로그 오디오로 변환했다.
두 FM 오디오 채널은 NTSC 형식 디스크에서 2.3MHz와 2.8MHz에 디스크 스펙트럼을 차지했으며 각 채널은 100kHz의 FM 편차를 가졌다. FM 오디오 캐리어 주파수는 비디오 이미지에서의 가시성을 최소화하도록 선택되었으므로, 마스터링이 불량한 디스크에서도 비디오의 오디오 캐리어 비트가 최소 -35dB 이하로 떨어져 보이지 않았다. 선택된 주파수 때문에 2.8MHz 오디오 캐리어(오른쪽 채널)와 크로마 신호의 하단 가장자리가 매우 가까웠고, 마스터링 중에 필터가 신중하게 설정되지 않으면 둘 사이에 간섭이 발생할 수 있었다. 또한 높은 오디오 레벨이 높은 크로마 레벨과 결합되면 상호 간섭을 일으켜 이미지의 고채도 영역에서 비트가 보이게 될 수 있었다. 이를 해결하기 위해 파이오니아는 아날로그 트랙에 CX 노이즈 감소 시스템을 구현하기로 결정했다. 디스크에 저장된 오디오 신호의 동적 범위와 피크 레벨을 줄임으로써 필터링 요구 사항이 완화되고 보이는 비트가 크게 줄어들거나 제거되었다. CX 시스템은 총 20dB의 NR 효과를 제공하지만, 디코딩되지 않은 재생에 대한 더 나은 호환성을 위해 파이오니아는 이를 14dB의 노이즈 감소로 줄였다 (RCA CED 시스템은 "원래" 20dB CX 시스템을 사용했다). 이는 또한 플레이어의 보정 공차를 완화하고 CX 디코더가 올바르게 보정되지 않았을 때 들리는 펌핑을 줄이는 데 도움이 되었다.
적어도 디지털 오디오 트랙에 관한 한, 당시 소비자용 비디오테이프와 비교할 때 음질은 타의 추종을 불허했다. 그러나 아날로그 사운드트랙의 품질은 디스크와 때로는 플레이어에 따라 크게 달라질 수 있었다. 많은 초기 및 저가형 레이저디스크 플레이어는 아날로그 오디오 구성 요소가 좋지 않았고, 많은 초기 디스크는 아날로그 오디오 트랙이 제대로 마스터링되지 않아 진지한 애호가들에게는 어떤 형태로든 디지털 사운드트랙이 더 바람직했다. 초기 디스코비전 및 레이저디스크 타이틀에는 디지털 오디오 옵션이 없었지만, 그 영화들 중 상당수는 유니버설의 나중 재발매에서 디지털 사운드를 얻었으며, 아날로그 오디오 트랙의 품질은 시간이 지남에 따라 일반적으로 크게 향상되었다. 원래 오래된 아날로그 스테레오 트랙을 담았던 많은 디스크는 종종 디지털 트랙 외에 새로운 돌비 스테레오 및 돌비 서라운드 트랙을 받았는데, 이는 음질을 향상시키는 데 도움이 되었다. 나중의 아날로그 디스크는 CX 노이즈 감소도 적용하여 오디오의 신호 대 잡음비를 향상시켰다.
디스크에서 DTS 오디오를 사용할 수 있는 경우, 디지털 오디오 트랙을 대체했다. DTS 인코딩된 오디오를 들으려면 DTS 디코더에 S/PDIF 호환 디지털 연결만 있으면 되었다.
DTS 디스크에서는 디지털 PCM 오디오를 사용할 수 없으므로, DTS 디코더를 사용할 수 없는 경우에는 아날로그 돌비 서라운드 또는 스테레오 오디오 트랙으로 되돌아가는 것만이 유일한 옵션이었다. 어떤 경우에는 아날로그 오디오 트랙이 분리된 악보나 오디오 코멘터리와 같은 보조 오디오로 대체되어 사용할 수 없게 되기도 했다. 이는 DTS 디스크를 DTS 장비가 없는 시스템에서 재생할 때 모노 오디오로, 또는 몇몇 경우에는 영화 사운드트랙이 전혀 없는 것으로 사실상 재생을 축소시켰다.
주어진 레이저디스크에는 하나의 5.1 서라운드 사운드 옵션만 존재했다(돌비 디지털 또는 DTS). 따라서 서라운드 사운드를 원할 경우 구매자는 디스크를 재생 장비(레이저디스크 플레이어 및 리시버/디코더)의 기능과 일치시켜야 했다. 완전히 작동하는 레이저디스크 재생 시스템에는 디지털 트랙을 재생할 수 있는 최신 레이저디스크 플레이어, 디지털 PCM 및 DTS 인코딩 오디오용 디지털 광학 출력, AC-3 오디오 트랙 인식 기능, AC-3 동축 출력, 외부 또는 내장 AC-3 RF 복조기 및 AC-3 디코더, 그리고 DTS 디코더가 포함되었다. 1990년대의 많은 A/V 리시버는 AC-3 디코더와 DTS 디코더 로직을 결합했지만, 통합 AC-3 복조기는 레이저디스크 플레이어와 후기 A/V 리시버 모두에서 드물었다.
PAL 레이저디스크는 NTSC 디스크보다 재생 시간이 약간 더 길지만, 오디오 옵션이 적다. PAL 디스크는 두 개의 오디오 트랙만 있으며, 이는 구형 PAL 레이저디스크의 경우 두 개의 아날로그 전용 트랙이거나, 신형 디스크의 경우 두 개의 디지털 전용 트랙으로 구성된다. 이에 비해 후기 NTSC 레이저디스크는 네 개의 트랙(아날로그 두 개, 디지털 두 개)을 담을 수 있다. 특정 출시작에서는 아날로그 트랙 중 하나가 5.1채널 오디오용 변조된 AC-3 신호(새로운 레이저디스크 플레이어의 "AC-3 RF" 출력을 통한 디코딩 및 재생용)를 담는 데 사용된다. 1984년 이전에 제작된 구형 NTSC 레이저디스크(예: 원본 디스코비전 디스크)는 두 개의 아날로그 오디오 트랙만 있다.

## 레이저디스크 플레이어

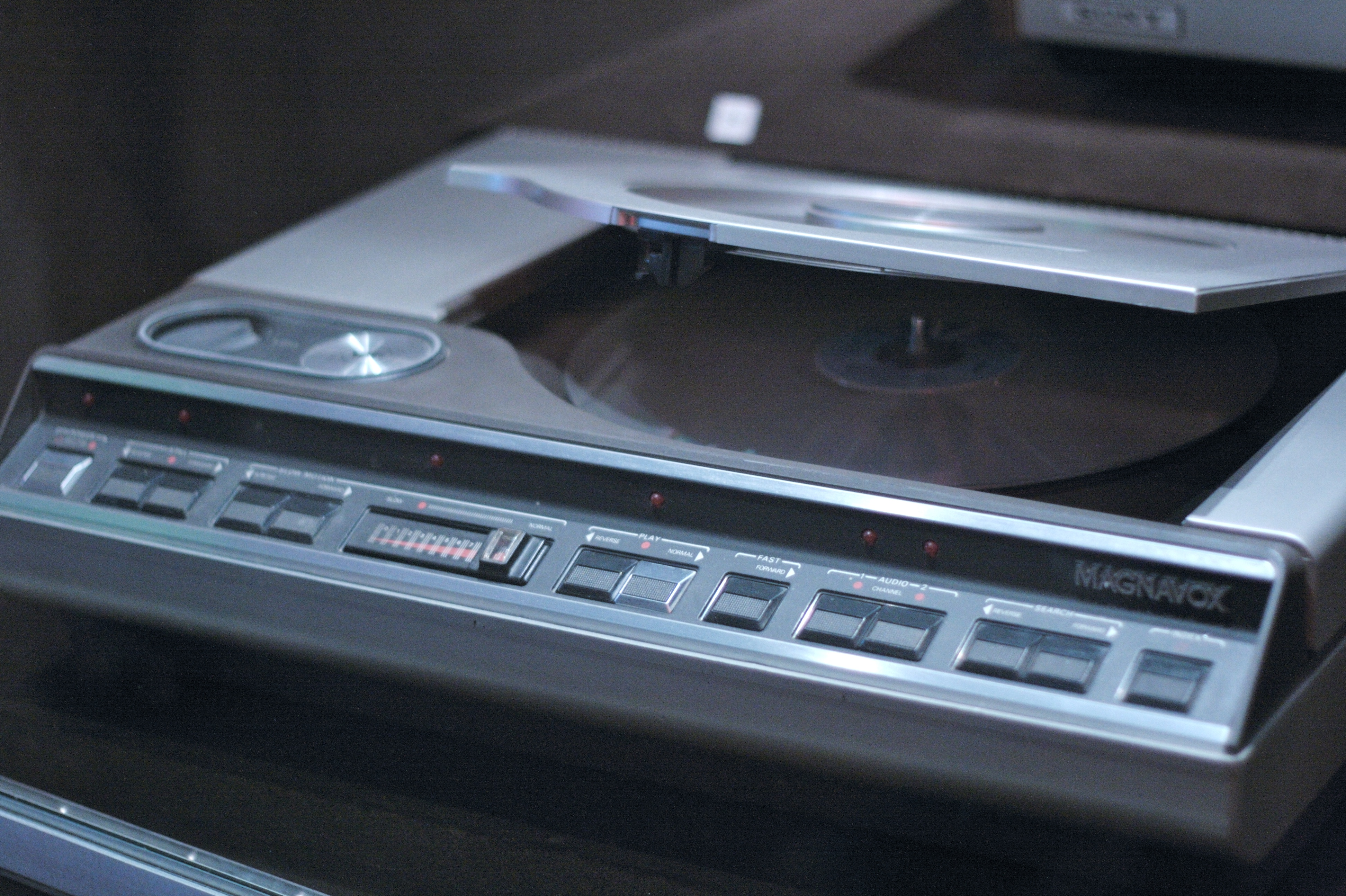
뚜껑이 열린 상단 로딩 마그나복스 브랜드 레이저디스크 플레이어

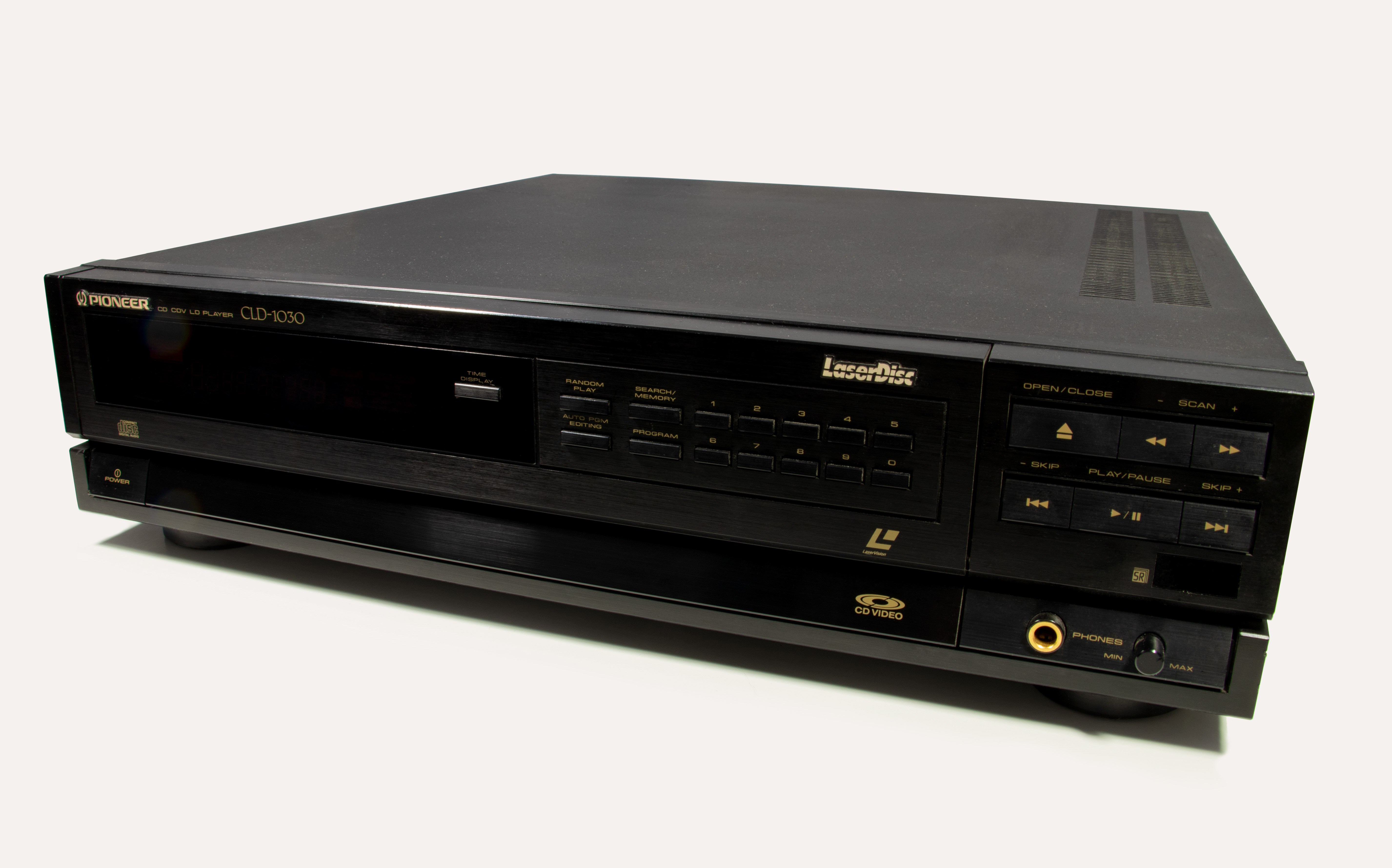
전면 로딩 파이오니아 CLD-1030 CD/CDV/LD 플레이어

초기 플레이어는 디스크를 읽기 위해 가스 헬륨-네온 레이저 튜브를 사용했으며 632.8 nm의 파장을 가진 적황색 빛을 방출했다. 반면 후기 솔리드 스테이트 플레이어는 780 nm의 파장을 가진 적외선 반도체 반도체 레이저를 사용했다.
1984년 3월, 파이오니아는 솔리드 스테이트 레이저를 탑재한 최초의 소비자용 플레이어인 LD-700을 출시했다. 이 플레이어는 또한 전면에서 디스크를 로드하는 최초의 레이저디스크 플레이어였다. 1년 전, 히타치는 레이저 다이오드를 탑재한 고가의 산업용 플레이어를 출시했지만, 이 플레이어는 화질이 좋지 않았고(부적절한 드롭아웃 보상기 때문) 제한된 수량으로만 생산되었다. 파이오니아가 LD-700을 출시한 후, 가스 레이저는 장점에도 불구하고 소비자용 플레이어에 더 이상 사용되지 않았지만, 필립스는 1985년까지 산업용 장치에 가스 레이저를 계속 사용했다.
대부분의 레이저디스크 플레이어는 다른 면을 재생하려면 사용자가 수동으로 디스크를 뒤집어야 했다. 여러 대의 플레이어(모두 다이오드 레이저 기반)가 디스크의 양면을 자동으로 재생할 수 있도록 제작되었는데, 단일 레이저 픽업을 물리적으로 뒤집는 메커니즘을 사용했다.
파이오니아는 50개 이상의 레이저디스크를 보관할 수 있는 일부 다중 디스크 모델을 생산했다. 1984년 잠시 동안, 한 회사는 기존 플레이어에 다중 디스크 기능을 추가하는 "레이저 스택" 장치를 제공했다. 파이오니아 LD-600, LD-1100 또는 실바니아/마그나복스 복제품에 사용되었다. 이 장치는 설치를 위해 플레이어 덮개를 물리적으로 제거해야 했으며, 그런 다음 플레이어 상단에 부착되었다. 레이저 스택은 최대 10개의 디스크를 보관할 수 있었고, 약 15초 만에 자동으로 디스크를 플레이어에 로드하거나 제거하거나 면을 변경할 수 있었다.
최초의 대량 생산 산업용 레이저디스크 플레이어는 MCA DiscoVision PR-7820이었고, 나중에 Pioneer PR7820으로 이름이 바뀌었다. 북미에서는 이 장치가 1970년대 후반과 1980년대 초반에 많은 제너럴 모터스 대리점에서 훈련 비디오 소스 및 GM의 새로운 자동차 및 트럭 라인 프레젠테이션으로 사용되었다.
1980년대 중반 이후에 제작된 대부분의 플레이어는 콤팩트 디스크도 재생할 수 있었다. 이 플레이어에는 로딩 트레이에 4.7 in (12 cm) 크기의 움푹 들어간 부분이 있어 CD를 재생할 수 있었다. 적어도 두 가지 파이오니아 모델(CLD-M301 및 CLD-M90)은 CD 체인저로도 작동했으며, 메인 트레이의 원주를 따라 여러 개의 4.7인치 움푹 들어간 부분이 있었다.
1996년에 출시된 파이오니아 DVL-9는 파이오니아의 첫 소비자용 DVD 플레이어이자 첫 콤비네이션 DVD/LD 플레이어였다.
최초의 고선명 비디오 플레이어는 파이오니아 HLD-X0이었다. 후기 모델인 HLD-X9는 우수한 콤 필터와 디스크의 양면에 레이저 다이오드를 특징으로 했다.

### 주목할 만한 플레이어
- Pioneer PR7820, 외부 컴퓨터로 제어할 수 있는 최초의 산업용 레이저디스크 플레이어.
- Pioneer CLD-900, 콤팩트 디스크를 읽을 수 있는 최초의 콤비네이션 플레이어. 1985년 출시.
- Pioneer CLD-1010, 5-인치 (130 mm) CD 비디오 디스크를 재생할 수 있는 최초의 플레이어. 1987년 출시.
- Pioneer LaserActive 플레이어: Pioneer CLD-A100 및 NEC PCE-LD1은 추가 구성 요소와 함께 사용할 때 세가 제네시스(메가 드라이브) 및 터보그래픽스16(PC 엔진) 비디오 게임을 플레이할 수 있는 기능을 제공했다.
- Pioneer DVL 시리즈, 레이저디스크와 DVD를 모두 재생할 수 있다.

## 브랜딩

레이저비전 / 레이저디스크 인증 마크

개발 당시 MCA (이 기술을 공동 소유한 회사)는 문서에 따라 이를 광학 비디오디스크 시스템, "반사형 광학 비디오디스크" 또는 "레이저 광학 비디오디스크"라고 불렀다. 1969년에 Disco-Vision으로 이름을 바꿨다가 1978년에 DiscoVision (하이픈 없음)으로 다시 바꿨고, 이것이 공식 철자가 되었다. 1970년대 초중반에 MCA Disco-Vision에서 발행한 기술 문서 및 브로셔에서도 압착된 디스크를 지칭하는 데 "Disco-Vision Records"라는 용어를 사용했다. MCA는 이 시기에 세계에서 가장 큰 영화 카탈로그에 대한 권리를 소유했으며, "MCA DiscoVision" 소프트웨어 및 제조 라벨로 해당 영화의 DiscoVision 출시작을 제조하고 배포했다. 해당 타이틀의 소비자 판매는 1978년 12월 11일에 앞서 언급된 죠스로 시작되었다.
필립스가 선호하는 형식 이름은 네덜란드어 Video Langspeel-Plaat("비디오 장시간 재생 디스크")의 약어인 "VLP"였으며, 영어권 국가에서는 Video Long-Play를 의미했다. 최초의 소비자 플레이어인 Magnavox VH-8000에는 VLP 로고가 플레이어에 있었다. 1970년대 초중반 동안 필립스는 "ALP"라고 부르는 호환 가능한 오디오 전용 형식에 대해서도 논의했지만, 콤팩트 디스크 시스템이 필립스 기업에서 비호환 프로젝트가 되면서 곧 폐기되었다. 1980년대 초까지 이 형식은 "공식" 이름이 없었다. MCA, 유니버설-파이오니아, IBM, 필립스/마그나복스로 구성된 레이저비전 협회는 (소비자 시장에서 문제를 일으켰던) 형식의 기술 사양을 표준화하기 위해 결성되었고, 마침내 시스템을 공식적으로 "LaserVision"이라고 명명했다.
1981년 일본에 도입된 후, 이 형식은 1983년 LaserVision이라는 이름으로 유럽에 도입되었지만, 필립스는 VLP-600과 같은 모델 지정에 "VLP"를 사용했다. 유럽에서 저조한 판매(유럽 전체에서 약 12,000~15,000대)를 기록한 후, 필립스는 1987년에 전체 형식을 "CD-Video"로 다시 출시하려고 시도했으며, 이 이름은 새로운 하이브리드 12cm 디스크뿐만 아니라 디지털 오디오가 있는 표준 20cm 및 30cm 레이저디스크에도 나타났다. 이 이름과 로고가 수년간 플레이어와 라벨에 나타났지만, 형식의 "공식" 이름은 LaserVision으로 남아 있었다. 1990년대 초에 이 형식의 이름은 다시 레이저디스크로 변경되었다.

### 파이오니아
파이오니아 일렉트로닉스 또한 1977년 MCA와 50대 50의 합작 투자사인 유니버설-파이오니아를 설립하여 광 디스크 시장에 진출했으며, MCA가 설계한 산업용 플레이어(PR-7800 및 PR-7820)를 MCA DiscoVision이라는 이름으로 제조했다. 1980년 최초의 유니버설-파이오니아 플레이어인 VP-1000 출시 시 "레이저 디스크 플레이어"로 언급되었지만, "LaserDisc" 로고는 장치에 명확하게 표시되었다. 1981년에는 "LaserDisc"가 매체 자체에만 독점적으로 사용되었지만, 공식 명칭은 "LaserVision"이었다(많은 레이저디스크 출시작의 시작 부분, 영화가 시작되기 직전에 볼 수 있듯이). 파이오니아는 1984년 수많은 비디오 잡지와 매장에 레이저디스크가 상표권이 있는 단어이며, 파이오니아 비디오 또는 파이오니아 일렉트로닉스에서 판매용으로 제조한 LaserVision 제품만을 의미한다고 상기시켰다. LD-700 플레이어에 대한 1984년 레이 찰스 광고에는 "Pioneer LaserDisc 브랜드 비디오디스크 플레이어"라는 문구가 있었다. 1981년부터 1990년대 초까지 모든 적법하게 라이선스된 디스크는 파이오니아 아티스트 타이틀조차도 LaserVision 이름과 로고를 사용했다.
파이오니아에서 마스터링한 단면 레이저디스크에서 잘못된 면을 재생하면 행복한 거꾸로 된 거북이가 레이저디스크를 배에 달고 있는 정지 화면(별명 "레이저디스크 거북이")이 나타났다. 거북이 아래에는 "프로그램 자료는 이 디스크의 다른 면에 녹음되어 있습니다"라는 문구가 있었다.

### MCA
초기에는 MCA는 파라마운트, 디즈니, 워너 브라더스를 포함한 다른 회사들을 위한 디스크도 제조했다. 그들 중 일부는 영화가 MCA 소유가 아님을 나타내기 위해 디스크 재킷에 자신의 이름을 추가했다. 1982년 초 디스코비전 어소시에이츠가 문을 닫은 후, 유니버설 스튜디오의 비디오디스크 소프트웨어 레이블(1984년까지 MCA 비디오디스크라고 불림)은 많은 디스코비전 타이틀을 재발매하기 시작했다. 불행히도, 배틀스타 갈락티카와 죠스와 같은 상당수의 타이틀은 CAV 또는 CLV 디스코비전 원본의 시간 압축 버전이었다. 죠스의 시간 압축 CLV 재발매에는 원래의 사운드트랙이 더 이상 없었고, 높은 라이선스 비용 때문에 비디오디스크 버전으로 배경 음악이 변경되었다(원래 음악은 1995년 THX 레이저디스크 박스 세트가 출시될 때까지는 사용할 수 없었다). MCA 디스코 비전에서 CAV 및 CLV 버전으로 발행된 유니버설/컬럼비아 공동 제작물인 일렉트릭 호스맨은 원래 악보를 그대로 유지한 다른 홈 비디오 형식으로는 아직 제공되지 않는다. 가장 최근의 DVD 출시작조차도 기악곡과 윌리 넬슨의 노래가 상당 부분 교체되었다. 유니버설의 하워드 덕 MCA 출시작은 와이드스크린으로 시작 크레딧만 표시한 후 영화의 나머지 부분은 4:3으로 변경된다. 수년 동안 이 영화는 디스크 기반 출시작 중 유일한 것이었지만, 와이드스크린 DVD 형식은 추가 자료와 함께 출시되었다. 또한, 1989년과 1996년 레이저디스크로 출시된 E.T.는 해리슨 포드가 학교 교장 역으로 등장하여 엘리엇에게 생물학 수업에서 개구리를 풀어준 것에 대해 꾸짖는 장면이 포함된 유일한 형식이다.

## 다른 형식과의 비교

### VHS
레이저디스크는 VHS에 비해 여러 장점이 있었다. NTSC 디스크의 경우 425 텔레비전 라인 (TVL)의 수평 해상도를, PAL 디스크의 경우 440 TVL을 제공하여 훨씬 선명한 화질을 자랑하는 반면, VHS는 NTSC의 경우 240 TVL에 불과했다. 1987년에 출시된 S-VHS는 레이저디스크와 유사한 수평 휘도 해상도를 가져 품질 격차를 줄였다. 그러나 Super VHS의 수평 색차 해상도는 표준 VHS와 마찬가지로 약 40 TVL로 낮았지만, 레이저디스크는 약 70 TVL의 색차 해상도를 제공했다.
레이저디스크는 아날로그 및 디지털 오디오를 모두 처리할 수 있었지만 VHS는 대부분 아날로그 전용이었다(VHS는 전문 응용 분야에서 PCM 오디오를 사용할 수 있었지만 흔하지는 않았다). NTSC 디스크는 여러 오디오 트랙을 저장할 수 있었다. 이를 통해 감독의 코멘터리 트랙 및 기타 기능과 같은 추가 기능을 영화에 추가하여 VHS로는 불가능했던 "스페셜 에디션" 출시가 가능했다. 디스크 접근은 DVD 형식처럼 임의적이고 챕터 기반이었으므로 주어진 디스크의 어느 지점으로든 매우 빠르게 이동할 수 있었다. 이에 비해 VHS는 특정 지점으로 이동하기 위해 지루한 되감기 및 빨리 감기가 필요했다.
초기에 레이저디스크는 VHS 테이프 작동에 필요한 움직이는 부품과 플라스틱 외피가 없어 제조 비용이 비디오카세트보다 저렴했으며, 복제 과정이 훨씬 간단했다. VHS 카세트에는 (실제 테이프를 포함하여) 최소 14개의 부품이 있었지만 레이저디스크는 5~6개의 레이어가 있는 한 부분이었다. 디스크는 몇 초 만에 스탬핑할 수 있었지만, 비디오테이프를 복제하는 데는 복잡한 대량 테이프 복제 메커니즘이 필요하고 시간이 많이 소요되는 과정이었다. 1980년대 말까지 평균 디스크 압착 가격은 많은 양의 플라스틱 재료와 금속 스탬퍼 메커니즘을 만드는 데 필요한 값비싼 유리 마스터링 과정 때문에 양면 디스크당 5.00달러 이상이었다. 수요가 많아지면서 비디오카세트는 복제 비용이 빠르게 저렴해졌고, 1990년대 초에는 1.00달러까지 떨어졌다.
레이저디스크는 비디오카세트보다 잠재적으로 수명이 훨씬 길었다. 디스크는 자성으로 읽히는 대신 광학적으로 읽히므로, 디스크가 회전하고 읽힐 때 중앙을 잡는 플레이어의 클램프를 제외하고는 플레이어와 디스크 사이에 물리적인 접촉이 필요하지 않았다. 결과적으로 재생은 디스크의 정보가 담긴 부분을 마모시키지 않았고, 제대로 제조된 레이저디스크는 이론적으로 평생 이상 지속될 수 있었다. 반대로, VHS 테이프는 헤드 드럼의 회전 헤드와 접촉하는 자기 코팅에 모든 그림 및 소리 정보를 담고 있어 사용될 때마다 점진적인 마모가 발생했다(VHS 수명 후기에는 엔지니어링 개선으로 접촉 없이 테이프를 만들고 재생할 수 있었다). 테이프는 또한 얇고 섬세했으며, 플레이어 메커니즘, 특히 저품질 또는 오작동 모델의 경우 테이프를 잘못 다루어 구기거나 가장자리를 마모시키거나 심지어 파손시키기 쉬웠다.

### DVD
DVD가 등장할 무렵, 레이저디스크는 인기가 상당히 감소하여 두 형식은 직접적으로 경쟁하지 않았다.

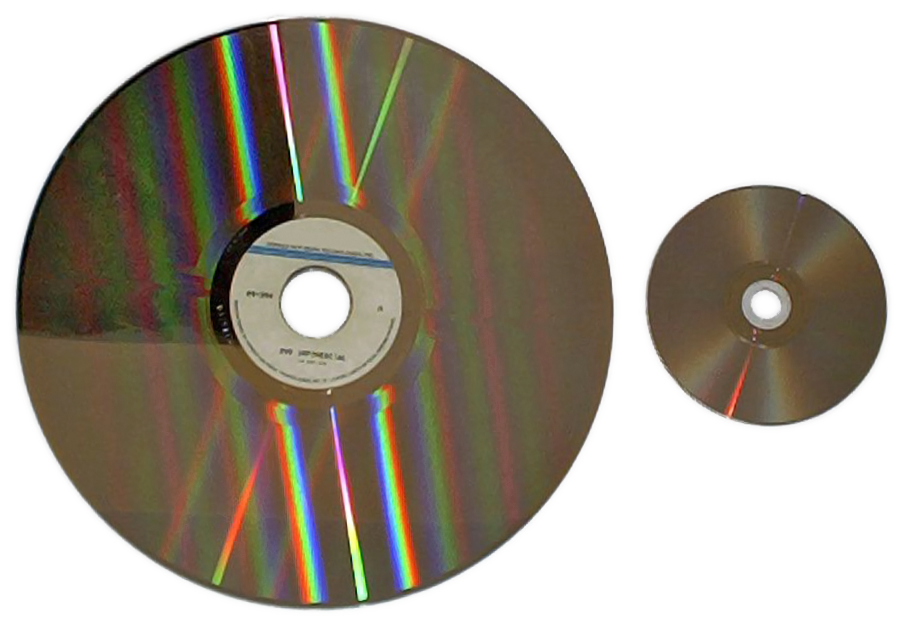
레이저디스크(왼쪽)는 DVD(오른쪽)보다 훨씬 크다

레이저디스크는 컴포지트 비디오 형식이었다. 휘도(흑백)와 색도(색상) 정보는 하나의 신호로 전송되었고, 수신기에서 분리되었다. 좋은 콤 필터는 신호를 충분히 분리할 수 있었지만, 두 신호는 완전히 분리될 수 없었다. DVD-Video에서는 이미지가 YCbCr 형식으로 저장되며, 색도 정보가 완전히 개별적이므로 훨씬 높은 충실도를 제공한다. 특히 강한 색상 경계나 높은 디테일 영역(특히 그림에 중간 정도의 움직임이 있을 때)과 피부 톤과 같은 낮은 대비 디테일에서는 콤 필터가 거의 필연적으로 일부 디테일을 번지게 한다.
완전히 디지털 방식인 DVD와 달리 레이저디스크는 아날로그 비디오만 사용했다. 레이저디스크 형식은 디지털 방식으로 인코딩되지 않았고 압축 기술을 사용하지 않았기 때문에 비디오 매크로블록킹 (높은 움직임 시퀀스에서 블록 형태의 현상으로 가장 잘 보임) 또는 대비 밴딩 (흐릿한 배경, 하늘 또는 스포트라이트의 빛과 같은 그라데이션 영역에서 미묘하게 보이는 선)에 영향을 받지 않았다. 이는 비디오가 DVD용으로 준비될 때 MPEG-2 인코딩 과정으로 인해 발생할 수 있었다. 초기 DVD 출시작은 레이저디스크 경쟁 제품을 능가할 잠재력을 가지고 있었지만, 종종 화질 면에서 그들과 일치하는 데 그쳤고, 일부 경우에는 레이저디스크 버전이 선호되기도 했다. 전문가가 수동으로 조작하는 독점적인 인간 보조 인코더는 재생 시간과 이미지 복잡성에 따라 아티팩트 발생을 크게 줄일 수 있었다. 레이저디스크의 생산이 종료될 무렵, DVD는 우수한 형식으로서의 잠재력을 실현하고 있었다.
DVD는 다채널 사운드를 위해 돌비 디지털 및 DTS와 같은 압축 오디오 형식을 사용한다. 대부분의 레이저디스크는 스테레오 (종종 돌비 서라운드) CD 품질 오디오 16비트/44.1 kHz 트랙과 아날로그 오디오 트랙으로 인코딩되었다.
DTS 인코딩된 레이저디스크는 DTS 오디오가 있는 DVD에서 일반적으로 사용되는 768 kbit/s의 감소된 비트레이트 대신 1,235 kbit/s의 DTS 사운드트랙을 가지고 있다.

### 장점
레이저디스크 플레이어는 재생 과정에 대한 더 높은 수준의 제어를 제공할 수 있었다. 많은 DVD 플레이어와 달리 전송 메커니즘은 항상 사용자의 명령에 따랐다. 일시 정지, 빨리 감기, 빨리 되감기 명령은 항상 수락되었다(오작동 제외). 특정 부분(예: 저작권 경고를 빨리 감기)을 건너뛰는 명령을 거부하도록 콘텐츠 보호 코드가 플레이어에 지시하는 "사용자 금지 옵션"은 없었다. (일부 DVD 플레이어, 특히 고급 모델은 차단 코드를 무시하고 제한 없이 비디오를 재생하는 기능을 가지고 있지만, 이 기능은 일반 소비자 시장에서는 흔하지 않다.)
CAV 레이저디스크를 사용하면 사용자는 리모컨 키패드에 프레임 번호를 입력하기만 하면 비디오의 개별 프레임으로 직접 이동할 수 있었는데, 이는 DVD 플레이어에서는 흔하지 않은 기능이었다. 일부 DVD 플레이어는 캐시 기능을 가지고 있어 RAM에 일정량의 비디오를 저장하여 일부 플레이어에서는 LD만큼 빠르게 DVD를 색인화할 수 있으며, 심지어 프레임 단위로도 가능하다.
레이저디스크의 손상된 부분은 재생되거나 건너뛸 수 있지만, DVD는 손상된 부분을 지나면 종종 재생할 수 없게 된다. 일부 최신 DVD 플레이어는 복구+건너뛰기 알고리즘을 특징으로 하는데, 이는 디스크를 계속 재생하고 읽을 수 없는 영역을 공백이나 마지막으로 읽을 수 있는 이미지와 소리의 정지 프레임으로 채워서 이 문제를 완화한다. 이 기능의 성공 여부는 손상 정도에 따라 달라진다. 레이저디스크 플레이어는 완전 아날로그 방식으로 작동할 때 DVD 플레이어보다 이러한 오류에서 더 빨리 복구된다.
LP 음질 논쟁이 오디오 애호가 커뮤니티에서 흔히 일어나는 것처럼, 일부 비디오 애호가들은 레이저디스크가 "더 부드러운", "영화 같은", 자연스러운 이미지를 유지하는 반면 DVD는 여전히 약간 더 인위적으로 보인다고 주장한다. 초기 DVD 데모 디스크는 종종 압축 또는 인코딩 문제가 있었기 때문에 당시 그러한 주장에 추가적인 근거를 제공했다. 레이저디스크의 비디오 신호 대 잡음비와 대역폭은 DVD보다 훨씬 적으므로 대부분의 시청자에게 DVD가 더 선명하고 깨끗하게 보인다.
적어도 일부 소비자들에게는 또 다른 장점은 어떤 종류의 불법 복제 방지 기술도 순전히 선택 사항이었다는 점이었다. 매크로비전의 Copyguard 보호는 레이저디스크 형식의 설계 때문에 적용될 수 없다고 주장되었다. 매크로비전 신호가 구현되는 수직 귀선 기간은 레이저디스크 플레이어의 타임코드 및 프레임 코딩뿐만 아니라 플레이어 제어 코드에도 사용되었다. 상대적으로 작은 시장 점유율 때문에, 명백한 불법 복제 가능성에도 불구하고 형식을 재설계하려는 움직임은 없었다. 업계는 단순히 DVD 사양에 이를 포함시키기로 결정했다.
레이저디스크가 여러 오디오 트랙을 지원하여 디스크에 방대한 보조 자료를 포함할 수 있었고, 이는 "스페셜 에디션" 출시를 위한 최초의 가용 형식이 되었다. 1984년 크라이테리언 컬렉션의 시민 케인 에디션은 일반적으로 홈 비디오에서 최초의 "스페셜 에디션" 출시작으로 인정받고 있으며 (킹콩은 오디오 코멘터리 트랙이 포함된 최초의 출시작이었다), 향후 "스페셜 에디션" 디스크의 표준을 정립했다. 이 디스크는 역사학자와 수집가를 위한 인터뷰, 코멘터리 트랙, 다큐멘터리, 스틸 사진 및 기타 기능을 제공했다.

### 단점
당시 경쟁 기술(주로 VHS와 베타맥스)에 비해 장점이 많았음에도 불구하고, 디스크는 무거웠고(각각 약 250 그램 (8.8 oz)), 부피가 컸으며, VHS 테이프보다 취급 부주의로 인한 손상에 취약했고, 제조업체는 녹화 기능이 있는 레이저디스크 장치를 소비자에게 판매하지 않았다. 또한, 크기가 크기 때문에 디스크를 적절한 속도로 회전시키기 위해 더 많은 기계적 노력이 필요했으며, 이는 다른 미디어보다 훨씬 더 많은 소음을 발생시켰다.
레이저디스크의 공간을 많이 차지하는 아날로그 비디오 신호는 재생 시간을 CAV NTSC/PAL의 경우 30/36분, CLV NTSC/PAL의 경우 60/64분으로 제한했다. 이는 하드웨어 제조업체가 재생 시간을 늘리기 위해 라인 수와 대역폭을 줄이는 것을 거부했기 때문이다(VHS에서 사용된 방식과 달리. VHS 테이프는 3MHz 비디오 대역폭을 가졌지만, 레이저디스크는 NTSC 방송에 사용되는 전체 6MHz 대역폭과 해상도를 유지했다). 한 면이 재생을 마치면 영화를 계속 시청하기 위해 디스크를 뒤집어야 했으며, 영화의 러닝 타임과 특수 기능 포함 여부에 따라 일부 타이틀은 두 개 이상의 디스크를 채웠다. 특히 1980년대 중반 이후에 제작된 많은 플레이어는 디스크를 자동으로 "뒤집을" 수 있었지만(광 픽업을 디스크의 다른 면으로 회전시킴), 이는 면 교체 동안 영화가 일시 정지되는 것을 동반했다.
영화가 단일 디스크의 양면에 저장할 수 있는 것보다 길 경우, 영화 중간에 두 번째 디스크로 수동으로 교체해야 했다(이 규칙의 한 가지 예외는 파이오니아 LD-W1이었다. 이 모델은 두 개의 디스크를 로드하고 한 디스크의 각 면을 재생한 다음 다른 디스크의 각 면을 재생할 수 있는 기능을 제공했다). 또한, 완벽한 정지 프레임과 개별 정지 프레임에 대한 임의 접근은 약 30분 정도의 재생 시간만 가졌던 더 비싼 CAV 디스크로만 제한되었다. 나중에 파이오니아 및 다른 제조업체는 디지털 메모리 버퍼를 통합하여 이 제한을 극복했는데, 이 버퍼는 CLV 디스크에서 단일 필드 또는 프레임을 "잡아"냈다.
레이저디스크에 인코딩된 아날로그 정보에는 내장된 체크섬이나 오류 수정 기능이 포함되어 있지 않았다. 이 때문에 디스크 표면의 약간의 먼지와 긁힘으로 인해 읽기 오류가 발생하여 다양한 비디오 품질 문제(글리치, 줄무늬, 정적 버스트 또는 순간적인 화면 끊김)가 발생할 수 있었다. 이와 대조적으로 DVD에 사용되는 디지털 MPEG-2 형식 정보는 내장된 오류 수정 기능을 가지고 있어 디스크 표면 손상으로 인해 레이저가 사용 가능한 데이터를 식별할 수 없게 될 때까지 손상된 디스크의 신호가 완벽한 디스크의 신호와 동일하게 유지되도록 보장한다.
게다가, 레이저디스크 비디오는 때때로 "누화"라고 알려진 문제를 보였다. 이 문제는 플레이어 내의 레이저 광학 픽업 어셈블리가 정렬되지 않았거나 디스크가 손상되거나 지나치게 휘어졌기 때문에 발생할 수 있었다. 그러나 이는 제대로 작동하는 플레이어와 공장 새 디스크에서도 전기적 및 기계적 정렬 문제에 따라 발생할 수 있었다. 이러한 경우, CLV 디스크는 재생 중 다양한 지점에서 회전 속도의 미묘한 변화를 요구한다는 사실 때문에 문제가 발생했다. 속도 변화 중에 플레이어 내의 광학 픽업이 의도한 트랙에 인접한 트랙에서 비디오 정보를 읽을 수 있어 두 트랙의 데이터가 "교차"될 수 있었다. 이 두 번째 트랙에서 얻은 추가 비디오 정보는 회전하는 "바버 폴" 또는 롤링하는 정적 라인을 연상시키는 왜곡으로 화면에 나타났다.
플레이어의 광학 픽업이 제대로 작동한다고 가정하면, CAV 형식 레이저디스크 재생 중에는 회전 속도가 전혀 변하지 않기 때문에 일반적으로 누화 왜곡이 발생하지 않았다. 플레이어 보정이 잘못되었거나 CAV 디스크에 결함이 있거나 손상된 경우, 트래킹 정확도에 영향을 미치는 다른 문제가 발생할 수 있었다. 그러한 문제 중 하나는 "레이저 잠금"이었다. 이는 플레이어가 주어진 프레임에 대해 동일한 두 필드를 계속해서 읽어 마치 영화가 일시 정지된 것처럼 화면이 멈춰 보이는 현상이었다.
레이저디스크에만 해당하는 또 다른 중요한 문제는 플레이어의 제조사 및 모델에 따라 재생 품질의 일관성이 부족하다는 점이었다. 대부분의 텔레비전에서 주어진 DVD 플레이어는 다른 장치와 시각적으로 구별할 수 없는 화면을 생성한다. 플레이어 간의 화질 차이는 더 큰 텔레비전에서만 쉽게 명확해지며, 화질의 상당한 도약은 일반적으로 재생 중에 MPEG-2 스트림의 후처리를 허용하는 값비싼 고급 플레이어에서만 얻을 수 있다.
이와 대조적으로 레이저디스크 재생 품질은 하드웨어 품질에 크게 의존했으며, 레이저디스크 플레이어의 제조사 및 모델에 따라 그림 품질에 큰 차이가 나타났다. 심지어 저가형에서 중가형 텔레비전에서 테스트했을 때도 마찬가지였다. 고품질 장비를 사용하는 명백한 이점은 일부 플레이어에 대한 수요를 높게 유지하면서 해당 장치의 가격도 비교적 높게 유지하는 데 도움이 되었다. 1990년대에는 유명한 플레이어가 US$200에서 $1,000 이상에 판매되었지만, 오래되고 인기가 적은 플레이어는 작동 상태에서 $25 정도의 저렴한 가격에 구입할 수 있었다.

#### 레이저 부식
많은 초기 레이저디스크는 제대로 제조되지 않았다. 사용된 접착제에는 래커 밀봉층을 침투하여 금속 반사 알루미늄층을 화학적으로 공격하여 반사 특성을 변화시키는 불순물이 포함되어 있었다. 이는 녹음된 신호를 열화시켰다. 이 문제는 레이저디스크 애호가들 사이에서 "레이저 부식" (레이저디스크 프레스 공장에서는 내부적으로 "컬러 플래시"라고도 함)이라고 불렸다. 일부 형태의 레이저 부식은 곰팡이나 타버린 플라스틱처럼 보이는 검은 반점으로 나타날 수 있으며, 이는 디스크 건너뛰기 및 비디오의 과도한 얼룩 노이즈를 유발했다. 그러나 대부분의 경우, 부식된 디스크는 육안으로는 완벽하게 보일 수 있었다.
후기 광학 표준도 유사한 문제를 겪는 것으로 알려져 있는데, 1980년대 후반/1990년대 초반 영국 랭커셔 블랙번 공장에서 필립스-듀폰 광학에서 제조한 불량 CD 배치가 대표적이다.

## 영향 및 쇠퇴
레이저디스크는 플레이어와 디스크의 높은 비용(VHS 플레이어와 테이프보다 훨씬 비쌌음)과 기술적으로 열등한 CED와의 시장 혼란으로 인해 북미에서 높은 시장 침투율을 보이지 못했다. 이 형식은 북미 소비자들에게 널리 채택되지는 않았지만, VHS 및 베타맥스 테이프에 비해 우수한 오디오 및 비디오 품질 덕분에 비디오 애호가들 사이에서 좋은 평가를 받아 1990년 말까지 약 100만 미국 가정에 보급되었다. 이 형식은 북미보다 일본에서 더 인기가 많았는데, 이는 채택을 보장하기 위해 가격이 저렴하게 유지되어 VHS 테이프와 고품질 레이저디스크 간의 가격 차이가 미미했기 때문이며, 이는 일본에서 지배적인 소비자 비디오 형식이 되는 데 도움이 되었다. 레이저디스크 형식이 출시된 모든 국가(북미 및 일본 모두 포함)의 애니메이션 수집가들도 이 형식에 빠르게 익숙해졌으며, 레이저디스크의 더 높은 비디오 및 사운드 품질과 VHS에서는 사용할 수 없는 수많은 타이틀의 가용성을 추구했다. (또한 파이오니아의 사내 애니메이션 제작으로 인해 이 형식을 염두에 두고 특별히 타이틀을 제작한 것도 도움이 되었다.) 레이저디스크는 또한 싱가포르와 같은 동남아시아의 부유한 지역에서 영화 애호가들 사이에서 비디오카세트의 인기 있는 대안이 되었는데, 이는 일본 수출 시장과의 높은 통합과 특히 그 지역의 습한 조건에서 비디오카세트보다 디스크 기반 미디어의 우수한 수명 때문이었다.
이 형식은 VCD와 DVD가 도입되기 전인 1990년대 홍콩에서도 상당히 인기를 끌었다. 사람들은 디스크를 거의 사지 않았지만(각 레이저디스크의 가격이 약 US$100였기 때문에), 높은 대여 활동은 도시의 비디오 대여 사업을 이전보다 더 크게 성장시키는 데 도움이 되었다. 일본 수출 시장과의 통합으로 인해 홍콩 시장에서는 NTSC 레이저디스크가 사용되었는데, 이는 방송에 사용되는 PAL 표준과 대조적이었다(이러한 예외는 DVD에서도 존재한다). 이로 인해 PAL 및 NTSC 자료 외에도 SECAM 자료(홍콩에서는 인기가 없었음)를 표시하거나 재생할 수 있는 멀티 시스템 TV 및 멀티 시스템 VCR 시장이 형성되었다. 일부 레이저디스크 플레이어는 NTSC 신호를 재생 중에 PAL로 변환하여 홍콩에서 사용되는 TV에서 레이저디스크 자료를 표시할 수 있었다.
상대적인 인기에도 불구하고, 제조업체들은 녹화 기능이 있는 레이저디스크 장치를 소비자 시장에 판매하는 것을 거부했는데, 이는 경쟁 VCR 장치가 카세트에 녹화할 수 있었음에도 불구하고였다. 이는 전 세계 판매에 부정적인 영향을 미쳤다. 불편한 디스크 크기, 플레이어와 미디어 모두의 높은 비용, 디스크에 녹화할 수 없다는 점이 결합되어 판매에 심각한 타격을 입혔고, 형식의 저조한 채택률에 기여했다.
레이저디스크 형식은 1990년대 후반까지 DVD로 대체되었지만, 많은 레이저디스크 타이틀은 여전히 영화 애호가들 사이에서 매우 인기가 높다. (예: 남부의 노래는 미국에서는 어떤 형식으로도 구할 수 없지만, 일본에서는 레이저디스크로 출시되었다.) 이는 여전히 레이저디스크로만 구할 수 있는 영화가 많고, 다른 많은 레이저디스크 출시작에는 해당 영화의 후속 DVD 버전에는 없는 보조 자료가 포함되어 있기 때문이다. 2001년 말까지 많은 타이틀이 일본에서 VHS, 레이저디스크, DVD로 출시되었다.

## 추가 개발 및 응용

### 컴퓨터 제어
1980년대 초, 필립스는 컴퓨터 인터페이스에 맞게 개조된 레이저디스크 플레이어 모델을 생산하여 "전문가용"이라고 불렀다. 1985년, 재스민 멀티미디어는 마이클 잭슨, 듀란 듀란, 신디 로퍼의 뮤직 비디오가 담긴 레이저디스크 주크박스를 만들었다. PC에 연결하면 이 조합은 교육 또는 보존 목적으로 이미지나 정보를 표시하는 데 사용될 수 있었는데, 예를 들어 수천 개의 스캔된 중세 필사본이 그러했다. 이 장치는 매우 초기 형태의 CD-ROM과 동일하다고 볼 수 있다.
1980년대 중반 루카스필름은 컴퓨터 제어 레이저디스크 플레이어를 기반으로 한 영화 및 텔레비전용 비선형 편집 시스템인 EditDroid를 개척했다. 그날의 촬영본에서 처리된 네거티브는 필름에 인쇄하는 대신, 마스터링 공장으로 보내져 10분 카메라 요소에서 20분 필름 세그먼트로 조립되었다. 그런 다음 이들은 단면 빈 레이저디스크에 마스터링되었는데, 마치 오늘날 집에서 DVD를 굽는 것과 같아서 훨씬 쉽게 편집 결정 목록 (EDL)을 선택하고 준비할 수 있었다. 비디오 어시스트가 영화 촬영에 사용되기 전에는 이것이 영화 제작진이 자신들의 작업을 볼 수 있는 유일한 다른 방법이었다. EDL은 네거티브 커터에게 전달되어 카메라 네거티브를 그에 따라 자르고 완성된 영화를 조립했다. EditDroid 시스템은 아이디어와 기술이 오늘날에도 여전히 사용되고 있음에도 불구하고 단 24대만 제작되었다. 나중에 EditDroid 실험은 동일한 스핀들에 여러 디스크를 가진 하드 드라이브 기술에서 차용하여 수많은 재생 헤드와 수많은 전자 장치를 기본 주크박스 디자인에 추가하여 각 디스크의 어느 지점에도 몇 초 내에 접근할 수 있도록 했다. 이는 EditDroid 디스크가 단면이었기 때문에 수많은 산업용 레이저디스크 플레이어 랙이 필요 없게 만들었다.
1986년, SCSI 장착 레이저디스크 플레이어가 BBC Master 컴퓨터에 연결되어 BBC 둠즈데이 프로젝트에 사용되었다. 이 플레이어는 LV-ROM(LaserVision Read Only Memory)으로 불렸는데, 디스크에 비디오 프레임뿐만 아니라 구동 소프트웨어도 포함되어 있었기 때문이다. 디스크는 CAV 형식을 사용했으며, 아날로그 오디오 녹음으로 이진 신호를 인코딩했다. 이 디스크는 각 CAV 프레임에 비디오/오디오 또는 비디오/이진 데이터를 포함할 수 있었지만, 둘 다는 아니었다. "데이터" 프레임은 비디오로 재생될 때 빈 화면으로 나타났다. 각 디스크는 일반적으로 디스크 카탈로그(몇 개의 빈 프레임)로 시작하여 나머지 데이터 전에 비디오 소개를 포함하는 것이 일반적이었다. 이 형식은 (ADFS 하드 디스크 형식을 기반으로 함) 각 파일에 대한 시작 섹터를 사용했기 때문에 데이터 레이아웃은 모든 비디오 프레임을 효과적으로 건너뛰었다. 54,000 프레임 전체를 데이터 저장에 사용하면 LV-ROM 디스크는 한 면당 324MB의 데이터를 포함할 수 있었다. 둠즈데이 프로젝트 시스템에는 겐록(genlock)도 포함되어 있어 비디오 프레임, 클립 및 오디오를 BBC Master에서 생성된 그래픽과 혼합할 수 있었으며, 이는 고해상도 사진 및 지도를 표시하고 확대하는 데 매우 효과적으로 사용되었다.
1980년대 미국에서 디지털 이큅먼트 코퍼레이션은 훈련 및 교육을 위한 독립형 PC 제어 IVIS(Interactive VideoDisc Information System)를 개발했다. DEC에서 개발된 가장 영향력 있는 프로그램 중 하나는 경영 게임 시뮬레이션인 Decision Point로, 1985년 네브래스카 비디오 디스크 어워드에서 최우수상을 수상했다.
애플의 하이퍼카드 스크립팅 언어는 매킨토시 컴퓨터 사용자에게 레이저디스크의 슬라이드, 애니메이션, 비디오 및 사운드 데이터베이스를 설계하고 LaserStacks라는 소프트웨어를 통해 디스크의 특정 콘텐츠를 재생하기 위한 인터페이스를 만들 수 있는 수단을 제공했다. 사용자가 만든 "스택"은 공유되었으며, 교사가 만든 스택이 예술 컬렉션부터 기본적인 생물학적 과정까지 다양한 디스크에 접근하는 데 사용되는 교육 분야에서 특히 인기가 있었다. 상업적으로 이용 가능한 스택도 인기가 있었으며, 보야저 컴퍼니가 가장 성공적인 배포업체였을 것이다.
코모도어 인터내셔널의 1992년 아미가 멀티미디어 프레젠테이션 시스템인 AmigaVision은 직렬 포트를 통해 여러 레이저디스크 플레이어를 제어하기 위한 장치 드라이버를 포함했다. 아미가의 젠록 사용 능력과 결합하여 레이저디스크 비디오를 컴퓨터 그래픽과 오버레이하고 프레젠테이션 및 멀티미디어 디스플레이에 통합할 수 있었는데, 이러한 관행이 보편화되기 훨씬 전이었다.
파이오니아는 LD-V2000과 같은 컴퓨터 제어 장치도 만들었다. 이 장치는 5핀 DIN 단자를 통해 후면 패널 RS-232 직렬 연결을 가지고 있었고, 열기/닫기 외에는 전면 패널 컨트롤이 없었다. (디스크는 삽입 시 자동으로 재생되었다.)
미국 군대와의 계약에 따라 매트록스는 교육 목적으로 컴퓨터/레이저디스크 플레이어 조합을 생산했다. 컴퓨터는 286이었고, 레이저디스크 플레이어는 아날로그 오디오 트랙만 읽을 수 있었다. 이 둘은 합쳐서 43 lb (20 kg)의 무게가 나갔고, 두 사람이 장치를 들어야 할 경우를 대비해 튼튼한 손잡이가 제공되었다. 컴퓨터는 플레이어 후면의 25핀 직렬 포트와 마더보드의 독점 포트에 연결된 리본 케이블을 통해 플레이어를 제어했다. 이들 중 상당수는 1990년대에 군에서 잉여로 판매되었으며, 종종 컨트롤러 소프트웨어 없이 판매되었다. 그럼에도 불구하고 리본 케이블을 제거하고 컴퓨터의 직렬 포트에서 레이저디스크 플레이어의 포트로 직렬 케이블을 직접 연결하여 장치를 제어할 수 있다.

### 비디오 게임
이 형식의 즉시 접근 기능은 새로운 유형의 레이저디스크 기반 비디오 아케이드 게임을 가능하게 했다. 여러 회사는 1980년대와 1990년대에 비디오 게임용 레이저디스크 사용의 잠재력을 보았고, 1983년에 세가의 Astron Belt로 시작되었다. Cinematronics와 American Laser Games는 드래곤스 레어 및 스페이스 에이스와 같은 대화형 영화를 만들기 위해 임의 접근 기능을 사용하는 정교한 아케이드 게임을 제작했다. 마찬가지로 Pioneer Laseractive 및 Halcyon은 소프트웨어용으로 레이저디스크 미디어를 사용하는 홈 비디오 게임 콘솔로 도입되었다.

### 하이비전 LD
1991년, 여러 제조업체들은 하이비전 LD로 알려지게 될 사양을 발표했으며, 이는 이 HD 아날로그 광 디스크 시스템의 성능이 HD DVD와 블루레이 디스크에 의해 디지털 방식으로 최종적으로 복제될 때까지 거의 15년의 간격을 나타냈다. NHK의 MUSE "하이비전" 아날로그 HDTV 시스템을 사용하여 인코딩된 MUSE 디스크는 표준 레이저디스크처럼 작동하지만, 16:9 화면비의 고화질 1,125라인(1,035 가시선; Sony HDVS) 비디오를 포함했다. MUSE 플레이어는 표준 NTSC 형식 디스크도 재생할 수 있었고, 이러한 NTSC 디스크에서도 비 MUSE 플레이어보다 성능이 우수했다. MUSE 지원 플레이어는 표준 레이저디스크 플레이어에 비해 몇 가지 주목할 만한 장점이 있었는데, 표준 플레이어의 레이저보다 훨씬 좁은 파장을 가진 빨간색 레이저를 포함했다. 빨간색 레이저는 대부분의 다른 플레이어가 멈추거나, 끊기거나, 드롭아웃을 일으키는 흠집이나 심한 디스크 부식과 같은 디스크 결함을 읽을 수 있었다. 누화는 MUSE 디스크에서는 문제가 되지 않았으며, 레이저의 좁은 파장은 일반 디스크에서도 누화를 거의 제거할 수 있었다.
MUSE 인코딩 디스크를 시청하려면 호환되는 플레이어 외에 MUSE 디코더가 필요했다. MUSE 디코딩 기능이 내장된 텔레비전과 적절한 MUSE 입력을 제공할 수 있는 셋톱 튜너가 있다. 장비 가격은 높았으며, 특히 초기 HDTV는 일반적으로 US$10,000를 넘어섰고, 일본에서도 MUSE 시장은 작았다. 플레이어와 디스크는 북미에서 공식적으로 판매되지 않았지만, 여러 유통업체가 다른 수입 타이틀과 함께 MUSE 디스크를 수입했다. 터미네이터 2, 아라비아의 로렌스, 그들만의 리그, 벅시, 미지와의 조우, 브람 스토커의 드라큘라, 채플린은 MUSE LD로 출시된 극장 개봉작 중 일부였다. 일본의 스즈카 서킷에서 열린 포뮬러 원에 대한 다큐멘터리를 포함한 여러 다큐멘터리도 출시되었다.
경쟁 유럽 HD-MAC HDTV 표준과 호환되는 레이저디스크 플레이어 및 레이저디스크도 제작되었다.

### 그림 디스크
그림 디스크는 디스크의 한 면에 예술적인 에칭이 있어 표준의 반짝이는 은색 표면보다 디스크를 시각적으로 더 매력적으로 만들었다. 이 에칭은 영화 캐릭터, 로고 또는 기타 홍보 자료와 같을 수 있었다. 때로는 LD의 해당 면이 데이터 면에 사용되는 투명한 재료 대신 유색 플라스틱으로 만들어지기도 했다. 그림 디스크 LD는 "그림" 면에 어떤 데이터도 포함할 수 없었기 때문에 한 면에만 비디오 자료를 가지고 있었다. 그림 디스크는 북미에서는 드물다.

### LD-G
파이오니아는 형식의 가장 큰 지지자/투자자 중 하나였으며, 일본 가라오케 사업에도 깊이 관여하여 레이저디스크를 음악 및 그래픽과 같은 추가 콘텐츠의 저장 매체로 사용했다. 이 형식은 일반적으로 LD-G라고 불렸다. 다른 여러 가라오케 레이블도 레이저디스크를 제조했지만, 거의 모든 제조업체가 CD+G 디스크로 전환했기 때문에 현재와 같은 광범위한 경쟁은 없었다.

### 아나모픽 레이저디스크
1990년대 초 16:9 텔레비전의 출시와 함께 파이오니아와 도시바는 이 화면비의 이점을 활용할 때라고 결정했다. 스퀴즈 LD는 향상된 16:9 화면비 와이드스크린 레이저디스크였다. 비디오 전송 단계에서 영화는 아나모픽 "압축" 형식으로 저장되었다. 와이드스크린 영화 이미지는 레터박스 바를 생성하기 위해 비디오 해상도가 낭비되거나 덜 낭비되도록 전체 비디오 프레임을 채우기 위해 늘어났다. 장점은 레터박스 와이드스크린 레이저디스크에 비해 33% 더 높은 수직 해상도였다. 이와 동일한 절차가 아나모픽 DVD에도 사용되었지만, 모든 DVD 플레이어와 달리 LD 플레이어 중 극히 일부만이 4:3 세트용 이미지를 압축 해제하는 기능을 가지고 있었다. 디스크가 표준 4:3 텔레비전에서 재생되면 이미지가 왜곡되었다. 일부 4:3 세트(예: 소니 WEGA 시리즈)는 이미지를 압축 해제하도록 설정할 수 있었다. 일본 외에는 16:9 디스플레이를 소유한 사람이 거의 없었기 때문에 이러한 특수 디스크의 시장성은 매우 제한적이었다.
프로모션 목적을 제외하고 미국에서는 아나모픽 레이저디스크 타이틀이 없었다. 도시바 16:9 텔레비전을 구매하면 워너 브라더스의 16:9 영화 중 여러 편을 선택할 수 있는 옵션이 제공되었다. 타이틀에는 용서받지 못한 자, 그럼피 올드 맨, 도망자, 프리 윌리 등이 포함되었다. 일본의 타이틀 라인업은 달랐다. 파이오니아에서 "스퀴즈 LD"라는 이름으로 출시된 주로 Carolco 타이틀 시리즈에는 원초적 본능, 스타게이트, 터미네이터 2, 쇼걸, 컷스로트 아일랜드, 클리프행어 등이 포함되었다. 터미네이터 2는 스퀴즈 LD로 두 번 출시되었으며, 두 번째 출시작은 THX 인증을 받았고 첫 번째 출시작보다 현저히 개선되었다.

### 녹화 가능한 형식
레이저디스크 형식의 여러 녹화 가능한 변형이 전문가용 및 산업용 응용 프로그램용으로 개발되었지만, 소비자에게 판매되지는 않았다. 제한된 가용성으로 인해 레이저디스크에 녹화 기능이 부족하다는 일반적인 인식이 생겼다.
녹화 가능 레이저 비디오디스크(RLV)는 1984년 Optical Disc Corporation에서 도입한 한 번 쓰기 여러 번 읽기 형식으로, 표준 레이저디스크 플레이어와 완전히 호환되었다. 기존 레이저디스크와 비교하여 RLV는 레이저에 의해 태워지는 반사층에 사용된 염료의 빨간색/보라색 틴트가 특징이었다.
컴포넌트 녹화 가능 비디오 디스크(CRVdisc)는 소니가 개발한 또 다른 한 번 쓰기 여러 번 읽기 형식으로, 전문가용으로 고안되었다. 보호용 캐디에 보관되어 있었고, 디스크는 과대화된 플로피 디스크와 비슷했다. CRVdisc는 BBC에서 idents를 재생하는 데 수년 동안 사용되었다.
레이저 레코더는 1991년 가을 파이오니아가 선보인 재기록 가능한 레이저디스크 시스템으로 전문가용 비디오 제작을 위해 설계되었다. CAV 모드와 보호용 캐디를 사용했으며, 디스크는 한 면당 32분 분량의 비디오를 저장할 수 있었고, 백만 번의 기록/삭제 사이클이 가능했다. 이중 레이저 설계는 한 레이저가 읽는 동안 다른 레이저가 검색하여 실시간 프레임 정확 비선형 편집을 가능하게 했다. 이 시스템의 빠른 접근 속도는 초기 디지털 영화 편집 시스템인 EditDroid와의 통합을 포함한 편집 워크플로에 유용했다. 레코더는 1992년 당시 약 US$39,950 (equivalent to $73,676 in 2022)에 판매되었고, 빈 디스크는 약 US$1,295 (equivalent to $2,388 in 2022)에 판매되었다.

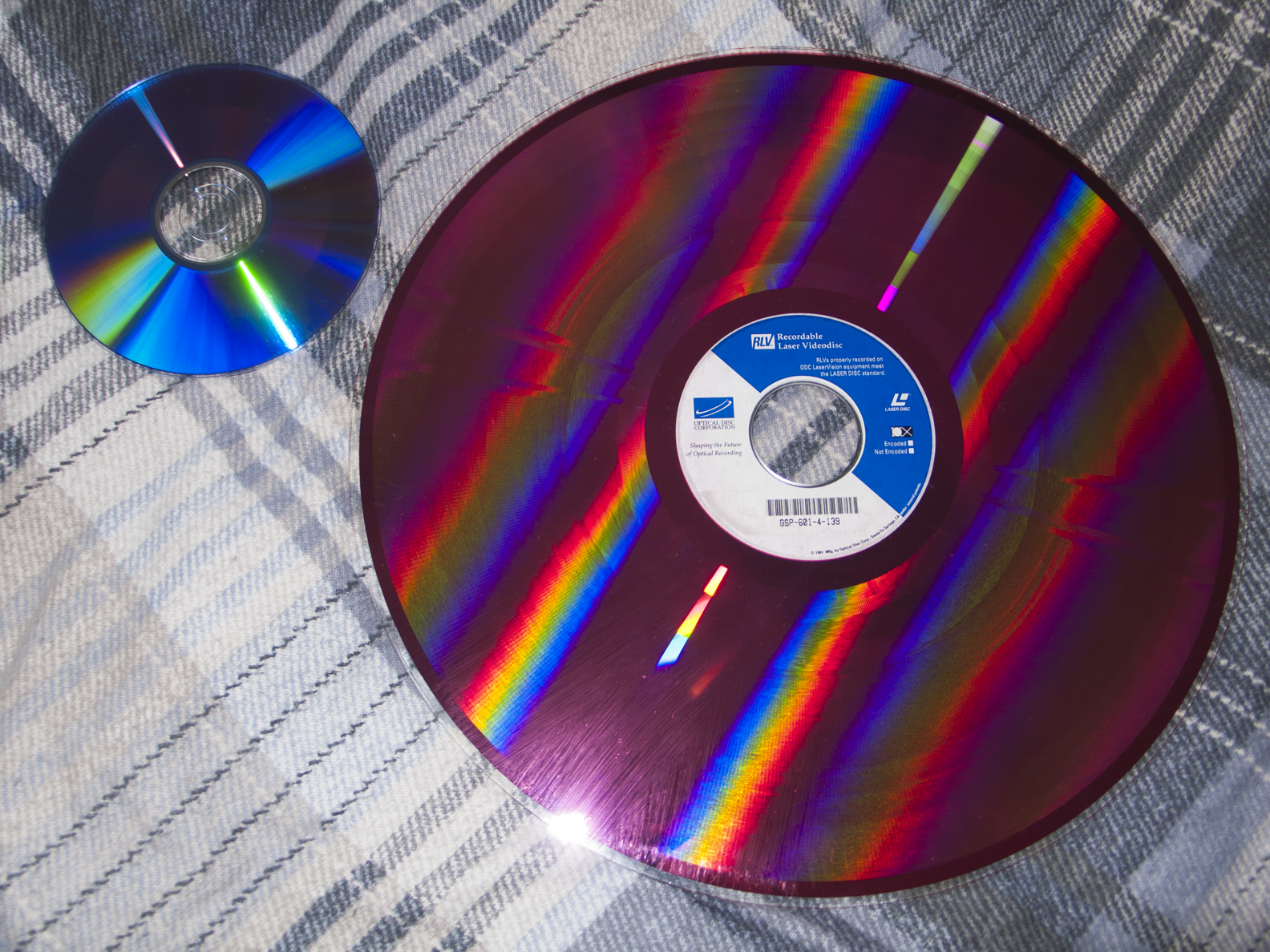
크기 비교를 위한 DVD-R과 녹화 가능 레이저 비디오디스크
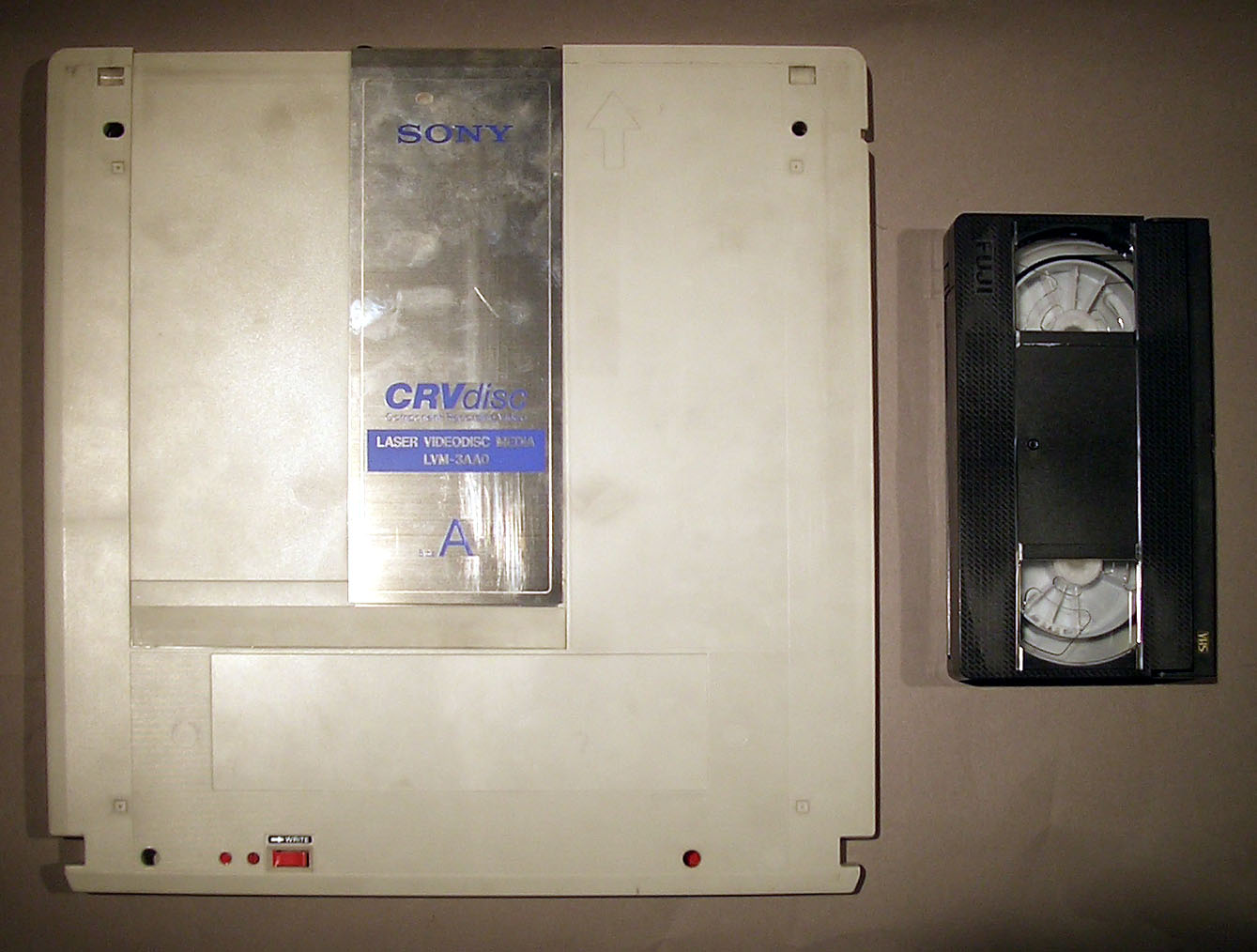
크기 비교를 위한 VHS 테이프와 CRVdisc
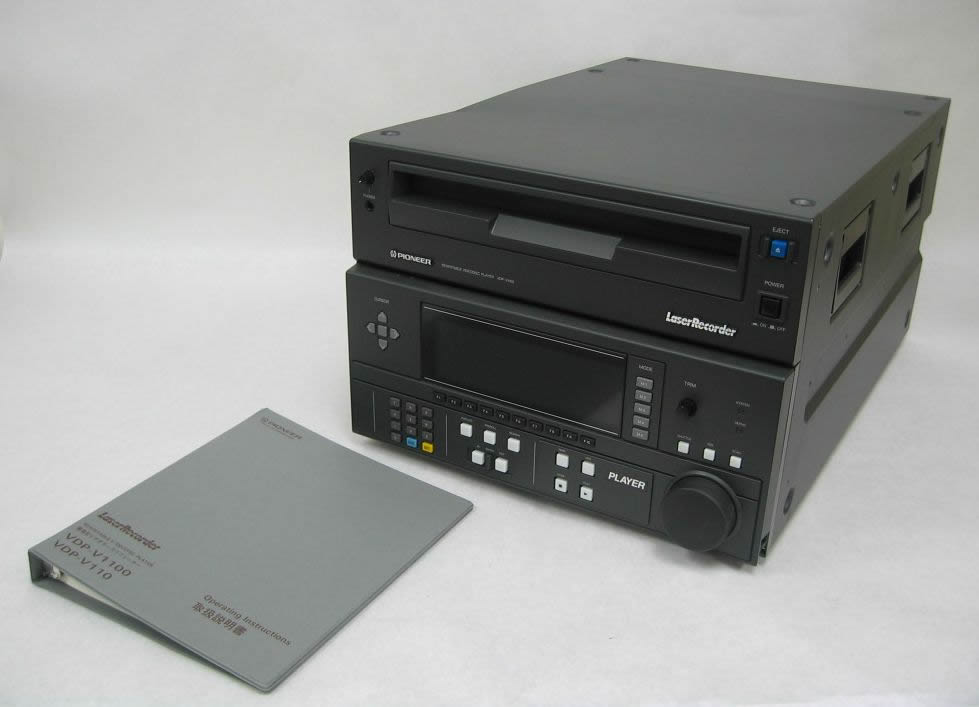
컴퓨터나 비디오 소스에 연결할 수 있는 파이오니아 레이저 레코더

## 레이저디스크 크기

### 30 cm (풀 사이즈)
가장 흔한 레이저디스크 크기는 30 cm (11.8 in)로, LP 바이닐 레코드의 12 in (30.5 cm) 크기와 거의 같았다. 이 디스크는 한 면당 30/36분(CAV NTSC/PAL) 또는 60/64분(CLV NTSC/PAL)의 재생 시간을 제공했다. 레이저디스크 형식의 프로그래밍 대부분은 이 디스크로 제작되었다.

### 20 cm ("EP" 사이즈)

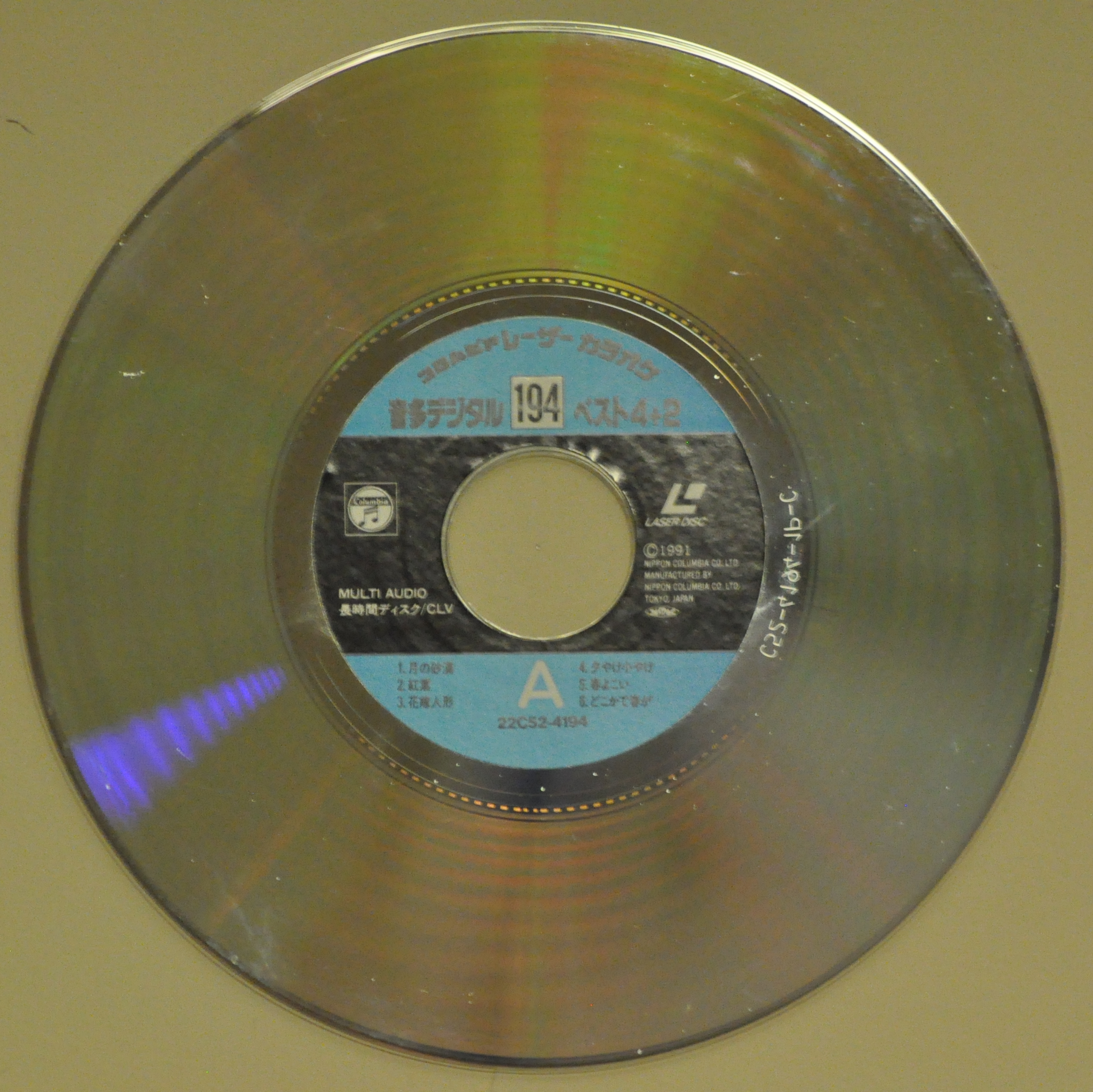
가라오케용 20 cm 일본 NTSC 레이저디스크

여러 개의 20 cm (7.9 in) 레이저디스크도 발행되었다. 이 더 작은 "EP"-크기 LD는 한 면당 20분(CLV)의 재생 시간을 제공했다. 풀 사이즈 LD보다 훨씬 드물며, 특히 북미에서는 더욱 그러하며, 대략 45rpm(7 in (17.8 cm)) 바이닐 싱글의 크기와 비슷하다. 이 디스크는 종종 뮤직 비디오 컴필레이션(예: 본 조비의 "Breakout", 바나나라마의 "Video Singles" 또는 T'Pau의 "View from a Bridge")뿐만 아니라 일본 가라오케 기계에도 사용되었다.

### 12 cm (CD 비디오 및 비디오 싱글 디스크)
12 cm (4.7 in) (CD 크기) "싱글" 스타일 디스크도 생산되었으며, 레이저디스크 플레이어에서 재생할 수 있었다. 이들은 CD 비디오 (CD-V) 디스크 및 비디오 싱글 디스크 (VSD)로 불렸다.
CD-V는 1980년대 후반에 출시된 하이브리드 형식으로, 디지털 사운드트랙(주로 뮤직 비디오)이 포함된 최대 5분 분량의 아날로그 레이저디스크 유형 비디오 콘텐츠와 최대 20분 분량의 디지털 오디오 CD 트랙을 담았다. 1989년 데이비드 보위의 회고록 Sound + Vision CD 박스 세트의 원래 발매에는 "Ashes to Ashes"의 CD-V 비디오가 돋보였으며, 독립형 프로모션 CD-V에는 비디오와 세 개의 오디오 트랙("John, I'm Only Dancing", "Changes", "The Supermen")이 포함되었다.
이름은 유사하지만, CD 비디오는 나중에 나온 완전 디지털 비디오 CD (VCD) 형식과 완전히 호환되지 않으며, CD-V 기능을 갖춘 레이저디스크 플레이어나 소형 디스크 전용 플레이어에서만 재생할 수 있다. CD-V는 전 세계적으로 짧은 기간 동안 인기가 있었지만 곧 사라졌다.
유럽에서는 필립스 또한 1980년대 후반에 전체 레이저디스크 시스템을 다시 출시하고 브랜드를 변경하려는 단명 시도의 일환으로 "CD 비디오"라는 이름을 사용했다. 일부 20cm 및 30cm 디스크도 "CD 비디오"로 브랜드화되었지만, 12cm 디스크와 달리 이들은 본질적으로 디지털 사운드트랙이 있고 오디오 전용 CD 콘텐츠가 없는 표준 레이저디스크였다.
VSD 형식은 1990년에 발표되었으며, 본질적으로 12 cm (4.7 in) CD-V와 같았지만, 오디오 CD 트랙이 없었고 더 낮은 가격에 판매될 예정이었다. VSD는 일본과 아시아 일부 지역에서만 인기가 있었으며, 세계 다른 지역에는 완전히 도입되지 않았다.

## 내용주
1. ↑  이와 대조적으로 VCD는 일반적으로 VCD, DVD, CD-i, HD-DVD 플레이어, MPEG-1 지원 블루레이 플레이어, 컴퓨터, 그리고 파이오니어의 DVL-9xx 시리즈와 같이 DVD도 재생할 수 있는 후기 모델 레이저디스크 플레이어에서 지원된다.

## 같이 보기
- 비디오 디스크
- VHD